# Lalden
Lalden (walliserdeutsch: Lalu) ist eine politische Gemeinde und eine Burgergemeinde des Bezirks Visp sowie eine Pfarrgemeinde des Dekanats Visp im deutschsprachigen Teil des Kantons Wallis in der Schweiz.

## Geografie
Lalden liegt im Oberwallis zwischen dem Nordufer der Rotten (Rhône) und der Lötschberg-Südrampe. Die Gemeinde grenzt im Norden an Eggerberg, im Nordosten an Naters, im Osten an Brig-Glis, im Süden an Visp und im Westen an Baltschieder.
Dem alten Dorfkern (mit Owlighaus von 1520) sind in der Ebene Neubauten vorgelagert.
Lalden ist flächenmässig die zweitkleinste Gemeinde des Kantons Wallis.

## Geschichte
1218 erste Erwähnung als Laudona, 1540 Lalden. Seit dem Mittelalter mit Visp durch eine Brücke (Holz, 1924 Eisen, 1976 Beton) verbunden. Lalden gehörte vor 1798 zum Viertel Visp des Zenden Visp. Der Gemeinde standen zwei Gewalthaber vor. Die Gemeindestatuten von 1540 wurden 1734 erneuert. 1662 wird ein Gemeindehaus erwähnt, 1744 ein Neubau errichtet. 1625 und 1629 kam es zwischen Lalden, Visp und Eyholz zur Aufteilung der gemeinsamen Wälder. Bis 1965 war Lalden nach Visp pfarrgenössig, seither bildet es eine eigenständige Pfarrei. Die dem heiligen Josef geweihte Kapelle stammt von 1666, die Kirche von 1974–76. Die Landwirtschaft, deren Bewässerungssystem schon 1312 genannt wird, besteht fast nur noch aus Schafzucht im Nebenberuf. Durch den Bau von Fabrikanlagen (Petrochemie) der Lonza AG und der Teranol AG 1962–66 wandelte sich Lalden zum Industrieort. 2000 stellte der 2. Sektor in Lalden mehr als vier Fünftel der Arbeitsplätze.

## Wirtschaft
Lalden ist hauptsächlich durch kleine Unternehmen des sekundären Sektors geprägt. Eine Ausnahme bildet das internationale Unternehmen DSM-Firmenich AG, das seinen Standort in Lalden hat.
Das durchschnittliche, steuerbare Einkommen in Lalden beträgt CHF 56'000 was über dem kantonalen Durchschnitt von CHF 48'000 liegt (Zahlen 2021).

## Verkehr
Lalden verfügt über eine Bushaltestelle (Lalden, Dorf) und einen Bahnhof. Der Bahnhof wird aufgrund seiner ungünstigen Lage von den Einwohnern kaum genutzt.
Mit dem Privatfahrzeug ist Lalden über die Kantonsstrasse sowie die Umfahrungsstrasse erreichbar.

## Bevölkerung

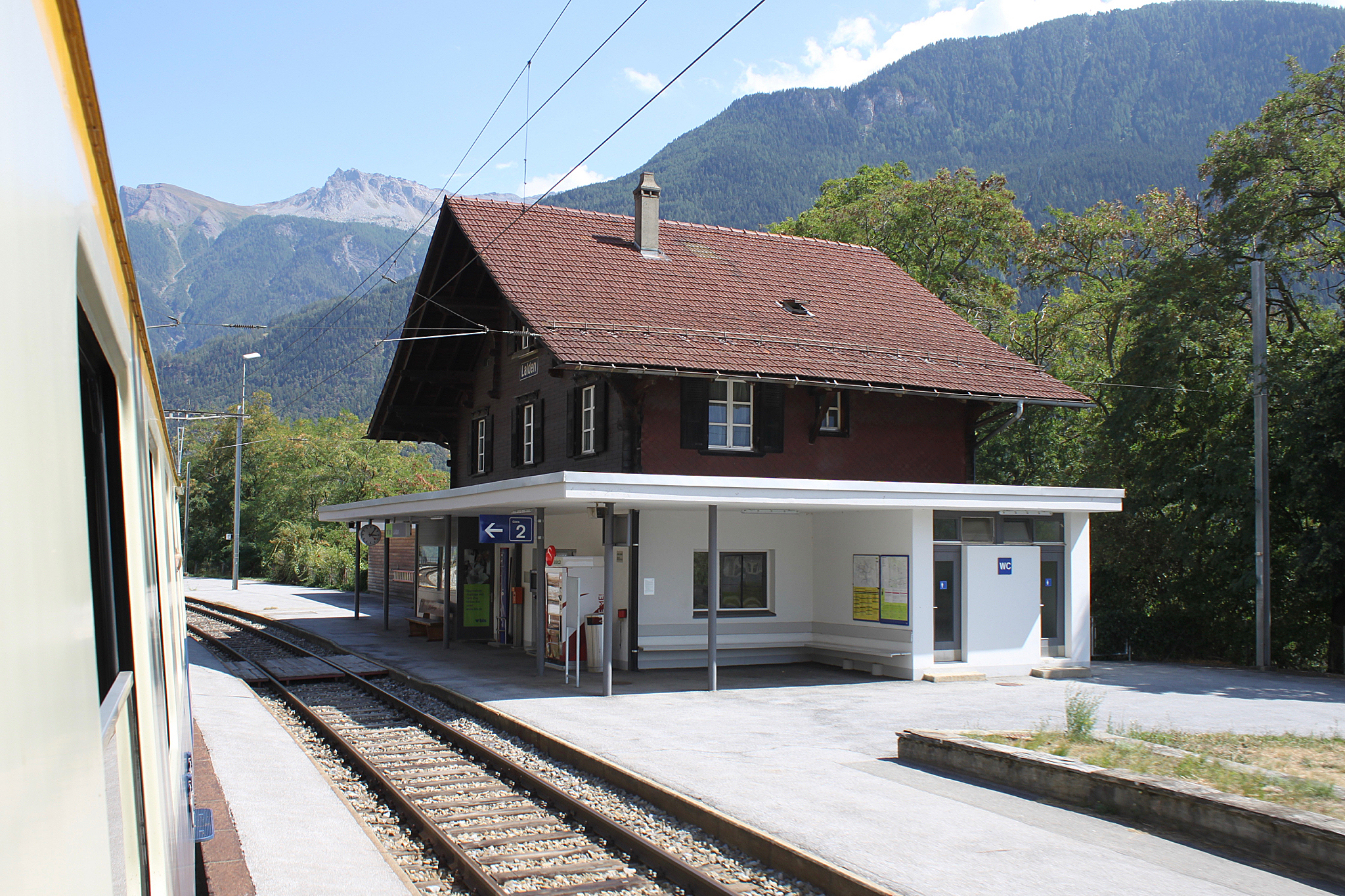
Der Bahnhof Lalden

| Bevölkerungsentwicklung | Bevölkerungsentwicklung | Bevölkerungsentwicklung | Bevölkerungsentwicklung | Bevölkerungsentwicklung | Bevölkerungsentwicklung | Bevölkerungsentwicklung | Bevölkerungsentwicklung | Bevölkerungsentwicklung | Bevölkerungsentwicklung | Bevölkerungsentwicklung | Bevölkerungsentwicklung |
| ----------------------- | ----------------------- | ----------------------- | ----------------------- | ----------------------- | ----------------------- | ----------------------- | ----------------------- | ----------------------- | ----------------------- | ----------------------- | ----------------------- |
| Jahr                    | 1802                    | 1850                    | 1900                    | 1950                    | 1970                    | 2000                    | 2010                    | 2014                    | 2018                    | 2022                    | 2023                    |
| Einwohner               | 90                      | 139                     | 188                     | 443                     | 545                     | 651                     | 662                     | 667                     | 649                     | 706                     | 733                     |

## Bahnhof
Der Bahnhof Lalden liegt an der Lötschberglinie der BLS AG weit oberhalb des Dorfes auf 800 m ü. M.